# Elezione del Presidente del Senato del 1987 (prima)
La prima elezione del presidente del Senato del 1987 per la IX legislatura della Repubblica Italiana si è svolta tra il 21 e il 22 aprile 1987.
Il presidente del Senato uscente, in quanto incaricato dal presidente della Repubblica a formare un nuovo governo, è Amintore Fanfani. Presidente provvisorio del Senato è il vicepresidente Gino Scevarolli.
Presidente del Senato della Repubblica, eletto al III scrutinio, è Giovanni Malagodi.

## L'elezione

### Preferenze per Giovanni Malagodi
| Scrutinio | Voti | Percentuale |
| --------- | ---- | ----------- |
| I         | 10   | 3,9%        |
| II        | 15   | 5,9%        |
| III       | 208  | 75,6%       |

## 21 aprile 1987

### I scrutinio
Per la nomina è richiesta la maggioranza assoluta dei componenti dell'Assemblea.
| Dati votazione | Dati votazione    |     | Nome                    | Nome | Voti |
| -------------- | ----------------- | --- | ----------------------- | ---- | ---- |
| Presenti       | 258               |     | Leo Valiani             | 30   |      |
| Votanti        | 258               |     | Giovanni Malagodi       | 10   |      |
| Astenuti       | 0                 |     | Giorgio De Giuseppe     | 4    |      |
| Maggioranza    | 162               |     | Giglia Tedesco Tatò     | 2    |      |
|                |                   |     | Francesco Onorato Alici | 1    |      |
|                | Eliseo Milani     | 1   |                         |      |      |
|                | Gino Scevarolli   | 1   |                         |      |      |
|                | Giuliano Vassalli | 1   |                         |      |      |
|                | Paolo Volponi     | 1   |                         |      |      |
|                | Schede bianche    | 207 |                         |      |      |
|                | Schede nulle      | 0   |                         |      |      |

Poiché nessun candidato raggiunge il quorum richiesto, si procede al II scrutinio.

### II scrutinio
Per la nomina è richiesta la maggioranza assoluta dei componenti dell'Assemblea.
| Dati votazione | Dati votazione          |     | Nome                | Nome | Voti |
| -------------- | ----------------------- | --- | ------------------- | ---- | ---- |
| Presenti       | 252                     |     | Leo Valiani         | 25   |      |
| Votanti        | 252                     |     | Giovanni Malagodi   | 15   |      |
| Astenuti       | 0                       |     | Giorgio De Giuseppe | 6    |      |
| Maggioranza    | 162                     |     | Adriano Ossicini    | 5    |      |
|                |                         |     | Gino Scevarolli     | 2    |      |
|                | Francesco Onorato Alici | 1   |                     |      |      |
|                | Franca Falcucci         | 1   |                     |      |      |
|                | Ugo Pecchioli           | 1   |                     |      |      |
|                | Dante Schietroma        | 1   |                     |      |      |
|                | Paolo Emilio Taviani    | 1   |                     |      |      |
|                | Schede bianche          | 192 |                     |      |      |
|                | Schede nulle            | 2   |                     |      |      |

Poiché nessun candidato raggiunge il quorum richiesto, si procede al III scrutinio.

## 22 aprile 1987

### III scrutinio
Per la nomina è richiesta la maggioranza assoluta dei presenti.
| Dati votazione | Dati votazione   |    | Nome                | Nome | Voti |
| -------------- | ---------------- | -- | ------------------- | ---- | ---- |
| Presenti       | 275              |    | Giovanni Malagodi   | 208  |      |
| Votanti        | 275              |    | Leo Valiani         | 12   |      |
| Astenuti       | 0                |    | Giorgio De Giuseppe | 9    |      |
| Maggioranza    | 138              |    | Karl Mitterdorfer   | 1    |      |
|                |                  |    | Camilla Ravera      | 1    |      |
|                | Claudio Vitalone | 1  |                     |      |      |
|                | Paolo Volponi    | 1  |                     |      |      |
|                | Schede bianche   | 42 |                     |      |      |
|                | Schede nulle     | 0  |                     |      |      |

Risulta eletto: Giovanni Francesco Malagodi